# Rafael Caro Quintero
Rafael Caro Quintero, surnommé « R1 », « Don Rafa » et « El Narco De Narcos », est un trafiquant de drogue mexicain né le 24 octobre 1952 à Badiraguato (Mexique), fondateur du cartel de Guadalajara avec Miguel Ángel Félix Gallardo et Ernesto Fonseca Carrillo et membre de la famille Caro Quintero.

## Biographie

### Jeunesse et débuts criminels
Rafael Caro Quintero nait le 24 octobre 1952 à Badiraguato, dans l'État de Sinaloa, au sein de la famille Caro Quintero. Cette dernière compte un nombre notable de narcotrafiquants, parmi lesquels Lamberto Quintero qui est son oncle. Les parents de Caro Quintero sont agriculteurs et louaient leurs terres. D'après ses dire, son père décède alors qu'il est lui-même âgé de 13 ans et doit s'occuper de ses 12 frères et sœurs. Caro Quintero cultive alors le maïs et le haricot, puis il cultive le cannabis jusqu'à en posséder 80 hectares,,,.
Dans les années 1970 il cofonde, avec Miguel Ángel Félix Gallardo et d'autres trafiquants de drogue, le Cartel de Guadalajara, dissous en 1989.                                                                            Les habitants de Badiraguato , dans l'État de Sinaloa, ville natale de Caro Quintero, se souviennent que Caro Quintero était un bienfaiteur dans les années 1980. Le maire de la ville, Ángel Robles Bañuelos, a déclaré dans une interview en 2013 que Caro Quintero avait financé la construction d'une autoroute de 40 kilomètres à Badiraguato et contribué à l'électrification de la zone. Le maire a rappelé qu'avant la construction de l'autoroute, il fallait des jours pour se déplacer à Badiraguato. D'après des témoignages Les habitants de Badiraguato qui y vivent  ou y on vécus dans les années 1970 et 1980 disent que Caro Quintero distribuait de la nourriture , de l'argent et offrait des voitures neuves à la population de cette région. 
Sa priemière épouse est María Elizabeth Elenes Lerma, originaire de Culiacán. Ils ont au moins quatre enfants : Héctor Rafael, Roxana Elizabeth, Henoch Emilio et Mario Yibran.

### Affaire "Kiki" Camarena et première arrestation
Arrêté une première fois le 4 avril 1985 au Costa Rica, en compagnie de la nièce de Guillermo Cosío Vidaurri (es) (homme politique mexicain), il est extradé puis jugé et condamné au Mexique à quarante ans de prison pour le meurtre la même année d'un agent américain de la DEA, Enrique "Kiki" Camarena, à Guadalajara, avant d'être relâché en août 2013 par un juge pour un vice de procédure,,,. Peu après, la justice mexicaine appelle de nouveau à sa capture. Rafael Caro Quintero est alors sur la liste des dix fugitifs les plus recherchés du FBI.
Il est cité dans l'affaire des Panama Papers en avril 2016.

### Seconde arrestation
En avril 2018, le FBI porte la récompense à 20 millions de dollars pour toute personne fournissant des informations menant à sa capture.
Le 15 juillet 2022, à l'âge de 69 ans, Rafael Caro Quintero est arrêté par des agents de la marine dans la municipalité de Choix (es) dans le Sinaloa après 10 ans de cavale. Le parquet général mexicain annonce qu'il va être transféré vers la prison de l'Altiplano, la plus sécurisée du Mexique, puis être entendu par un juge. Les autorités américaines réclament son extradition immédiate.

Sa capture était mise à prix à vingt millions de dollars par Washington.
Le président Trump et le secrétaire Rubio ont obtenu l'extradition de 29 des plus hauts dirigeants de cartels du Mexique vers les États-Unis pour y être poursuivis.
Raphael Caro Quintero, qui a assassiné un agent de la DEA, vient d'être transféré à New York et remis aux autorités américaines.
"Il s'agit du plus grand nombre d'extraditions [en une seule journée] de l'histoire du Mexique, sans aucun doute", a déclaré Mike Virgil, ancien chef des opérations internationales de la DEA, à CrashOut.

## Dans la culture populaire
Dans la série télévisée Narcos: Mexico, le rôle de Rafael Caro Quintero est interprété par Tenoch Huerta Mejía.